# Aguinane
Aguinane (franska: Aguinane (CR), Aguinane (Commune Rurale), arabiska: تيزونين) är en kommun i Marocko.   Den ligger i provinsen Tata och regionen Souss-Massa, i den centrala delen av landet, 400 km söder om huvudstaden Rabat. Antalet invånare är 2 923.